# Děcka jsou v pohodě
Děcka jsou v pohodě (v anglickém originále The Kids Are All Right) je americké komediální drama režisérky Lisy Cholodenko z roku 2010. Scénář k filmu napsala Cholodenko a Stuart Blumberg a premiéra proběhla na filmovém festivalu Sundance dne 25. ledna 2010, v amerických kinech se film oficiálně objevil v červenci 2010. Snímek získal cenu Zlatý glóbus za nejlepší film (komedie / muzikál) a Annette Bening vyhrála cenu pro nejlepší ženský herecký výkon.

## Obsah filmu
Nic (Annette Bening) a Jules (Julianne Moore) žijí v sezdaném lesbickém páru v Los Angeles. Nic se živí jako gynekoložka a Jules je žena v domácnosti, která začíná se zakládáním designové společnosti. Každá z nich porodila dítě pomocí stejného dárce spermií.
Mladší z dětí, Laser (Josh Hutcherson), chce najít svého biologického otce, ale na tento čin mu musí být nejméně osmnáct. Prosí proto svou osmnáctiletou sestru Joni (Mia Wasikowska), aby se spojila se spermobankou a zjistí, že jeho otcem je muž jménem Paul (Mark Ruffalo). Laser, Paul a Joni se setkají, Joni je nadšená z Paulova bohémského způsobu života a Paul se chce stát součástí jejich životů. Joni požádá svého bratra, aby toto uchoval v tajnosti, protože nechce rozzlobit obě své matky. Nicméně Jules a Nic se to dozví a pozvou Paula na večeři. Když Jules mluví o svém podnikání, tak ji Paul požádá, aby mu pomohla přestavět zahradu, ačkoliv se Nic tento nápad vůbec nelíbí.
Při práci pro Paula se Jules začíná líbit, jak Paul oceňuje její práci, zatímco Nic ji v jejím zájmu nikdy nepodporovala. Jules jednoho odpoledne znenadání Paula políbí a nakonec se spolu i vyspí a začnou mít poměr.
Jules s dětmi začínají trávit s Paulem stále víc a víc času. Nic si myslí, že Paul podkopává její autoritu, například tím, že Joni sveze na své motorce, což ji Nic dříve zakázala a také tím, že dává Joni více svobody. Po velké hádce s Jules, Nic navrhne, aby se všichni navečeřeli v Paulově domě, aby se situace zklidnila. Nic se uvolňuje a úplně poprvé začne s Paulem souhlasit. Nicméně Nic poté najde stopy Julesiných vlasů v Paulově koupelně a ložnici. Po návratu domů Nic konfrontuje Jules; ta to zpočátku vyvrací, ale nakonec se přizná. Nic je zdrcená, ale Jules trvá na tom, že do Paula není zamilovaná a není heterosexuální; pouze chtěla být někým oceňována. Joni a Laser jejich hádku uslyší a jsou také naštvaní na Jules. Napětí v domě je čím dál tím horší a Jules je nucena spát na gauči. Paul si myslí, že je do Jules zamilovaný a navrhuje jí, aby opustila Nic, vzala děti a šla bydlet k němu. Jules to odmítá se zhnusením z toho, že Paul vůbec nechápe jejich vztah. Děti jsou rozzlobené na oba.
V noc předtím, než Joni jde na vysokou školu, se Paul objeví u nich doma. Nic na něj začne křičet, nazve ho vetřelcem a řekne mu, že pokud chce rodinu, tak by si měl založit vlastní. Odmítnutý Paul pozoruje zvenku v okně Lasera a snaží se získat jeho pozornost, ale Laser ho ignoruje. Později té noci Jules v slzách přizná své rodině své chyby a prosí je o odpuštění. Následující ráno rodina veze Joni na vysokou školu. Když Nic a Jules společně obejmou Joni, aby se s ní rozloučili, tak se také navzájem láskyplně obejmou. Během cesty domů Laser řekne svým matkám, že by se neměly rozcházet, protože jsou na to příliš staré. Jules a Nic se zasmějí a film končí pohledem na ně, když se na sebe smějí a drží se za ruku.

## Obsazení
| Annette Bening  | Nicole 'Nic' Allgood |
| Julianne Moore  | Jules Allgood        |
| Mark Ruffalo    | Paul Hatfield        |
| Mia Wasikowska  | Joni Allgood         |
| Josh Hutcherson | Laser Allgood        |
| Yaya DaCosta    | Tanya                |
| Eddie Hassell   | Clay                 |
| Zosia Mamet     | Sasha                |
| Kunal Sharma    | Jai                  |